# George Givot
George Givot est un acteur américain né le 18 février 1903 à Omaha (Nebraska), et mort le 7 juin 1984 à Palm Springs (Californie).

## Filmographie partielle
- 1933 : Nothing Ever Happens : Chef
- 1933 : The Chief de Charles Reisner : le marchand de vêtements grecs
- 1934 : How'd Ya Like That?
- 1934 : Roast-Beef and Movies (en) : Gus Parkyurkarkus
- 1934 : Hollywood Party : Liondora / Grand Royal Duke
- 1935 : Paddy O'Day de Lewis Seiler : Mischa
- 1936 : Riffraff : Markis
- 1936 : The White Hope
- 1937 : Step Lively, Jeeves! : Prince Boris Caminov
- 1937 : Hit Parade of 1937 : Herman
- 1937 : Quarante-cinq Papas (45 Fathers) de James Tinling
- 1937 : Wake Up and Live : manager
- 1937 : Le Prince X (Thin Ice) de Sidney Lanfield : Alex
- 1942 : Flying with Music de George Archainbaud : Harry Bernard
- 1955 : La Belle et le Clochard (Lady and the Tramp) : Tony (voix)